# Levi & Cohen: The Irish Comedians
Levi & Cohen, the Irish Comedians è un cortometraggio muto del 1903 che aveva come direttore della fotografia Billy Bitzer.
Si tratta di uno dei primissimi filmati a ritrarre degli ebrei in un contesto comico. I due personaggi (identificati dai loro nomi inequivocabilmente ebraici, Levi & Cohen) sono fortemente stereotipizzati nella loro apparenza fisica e nel loro modo di muoversi. La "Irish comedy" era allora un genere molto popolare nel vaudeville, nel quale si cimentavano anche attori non-irlandesi. Il legame tra ebrei e irlandesi, ereditato dalla tradizione del vaudeville, rimarrà un elemento centrale anche nel cinema e quindi alla televisione per tutto il Novecento, dalla serie cinematografica The Cohens and the Kellys (1926-33) alla serie televisiva Bridget Loves Bernie (1971-72).

## Trama
In un teatro di vaudeville due attori ebrei si cimentano piuttosto goffamente in uno sketch di "Irish comedy". La loro recitazione è in breve sommersa dalla disapprovazione generale del pubblico che li fa bersaglio del lancio di ortaggi e di uova.

## Produzione
Il film fu prodotto dalla American Mutoscope and Biograph Company. Venne girato il 30 giugno 1903 negli studi della Biograph a New York.

## Distribuzione
Distribuito dalla American Mutoscope and Biograph Company, uscì nelle sale cinematografiche americane nel luglio 1903.
Il copyright del film, richiesto dalla casa di produzione, fu registrato l'8 luglio 1903 con il numero H33281.